# Кирюшино (Варнавинський район)
Кирюшино (рос. Кирюшино) — присілок в Варнавинському районі Нижньогородської області Російської Федерації.
Населення становить 30 осіб. Входить до складу муніципального утворення Михаленинська сільрада.

## Історія
Від 2009 року входить до складу муніципального утворення Михаленинська сільрада.

## Населення
| 1999 | 2002 | 2010 |
| ---- | ---- | ---- |
| 33   | ↘28  | ↗30  |